# Tasiocera prolixa
Tasiocera prolixa är en tvåvingeart som beskrevs av Alexander 1944. Tasiocera prolixa ingår i släktet Tasiocera och familjen småharkrankar. Inga underarter finns listade i Catalogue of Life.